# NUbuntu
Het besturingssysteem nUbuntu was een Amerikaanse Linuxdistributie gebaseerd op Ubuntu gericht op het testen van de beveiliging van netwerkverbindingen. De programma's Wireshark, nmap, dSniff en Ettercap werden meegeleverd. nUbuntu gebruikte als windowmanager Fluxbox.
Het project werd gestart door Brendan Almonte. Later kwamen daar Emanuele Gentili en Jayson Beitler bij. De laatste versie is 8.12 en dateert van 16 december 2008. nUbuntu was beschikbaar als 32 bit, geoptimaliseerd voor i386, maar werd stopgezet in 2008. Kali Linux is nu het voornaamste alternatief.